# دان زیمرمن
دان زیمرمن (انگلیسی: Don Zimmerman، زاده ۱۹۴۴ - درگذشته ۲۴ جولای ۲۰۲۵) تدوین‌گر اهل ایالات متحده آمریکا بود.

## فیلم‌شناسی
- دونده مارپیچ: محاکمات سوختگی (۲۰۱۵)
- دونده مارپیچ (۲۰۱۴)
- رد۲ (۲۰۱۳)
- مردان سیاه‌پوش ۳ (۲۰۱۲)
- مارمادوک (۲۰۱۰)
- شب در موزه: نبرد اسمیتسونین (۲۰۰۹)
- جهنده (۲۰۰۸)
- شب در موزه (۲۰۰۶)
- شوخی با دیک و جین (۲۰۰۵)
- Flight of the Phoenix (۲۰۰۴)
- گربه تو کلاه (۲۰۰۳)
- تازه ازدواج‌کرده (۲۰۰۳)
- آسیابک (۲۰۰۲)
- ماجراجویی کهکشانی (۱۹۹۹)
- قصر ویران‌شده (۱۹۹۹) - uncredited
- پچ آدامز (۱۹۹۸)
- Half Baked (۱۹۹۸)
- دروغگو دروغگو (۱۹۹۷)
- پروفسور دیوانه (۱۹۹۶)
- A Walk in the Clouds (۱۹۹۵)
- The Scout (۱۹۹۴)
- ایس ونچورا: کارآگاه حیوانات (۱۹۹۴)
- Leap of Faith (۱۹۹۲)
- Diggstown (۱۹۹۲)
- شاهزاده جزر و مد (۱۹۹۱)
- یگان ویژه (۱۹۹۰)
- The Package (۱۹۸۹)
- Everybody's All-American (۱۹۸۸)
- زیبایی مرگبار (فیلم) (۱۹۸۷)
- در اوج (۱۹۸۷)
- کبرا (۱۹۸۶)
- راکی ۴ (۱۹۸۵)
- My Man Adam (۱۹۸۵)
- آموزگارها (۱۹۸۴)
- فرار از مرگ (۱۹۸۳)
- بهترین دوستان (۱۹۸۲)
- راکی ۳ (۱۹۸۲)
- Barbarosa (۱۹۸۲)
- A Change of Seasons (۱۹۸۰)
- حضور (۱۹۷۹)
- بهشت می‌تواند صبر کند (۱۹۷۸)
- بازگشت به وطن (۱۹۷۸)